# Lawaan
Lawaan (Bayan ng Lawaan) är en kommun i Filippinerna. Kommunen ligger på ön Samar, och tillhör provinsen Östra Samar. Folkmängden uppgår till 9 855 invånare.

## Barangayer
Lawaan är indelat i 16 barangayer.
| - Betaog - Bolusao - Guinob-an - Maslog - Barangay Poblacion 1 - Barangay Poblacion 2 - Barangay Poblacion 3 - Barangay Poblacion 4 | - Barangay Poblacion 5 - Barangay Poblacion 6 - Barangay Poblacion 7 - Barangay Poblacion 8 - Barangay Poblacion 9 - Barangay Poblacion 10 - San Isidro - Taguite |